# Новковић
Новковић је српско презиме. Може се односити на следеће особе:
- Борис Новковић (1967), хрватски поп певач
- Ђорђе Новковић (1943–2007), текстописац познат по свом раду у СФР Југославији и Хрватској
- Раде Новковић (1980), српски фудбалер